# ミス・ユニバース1972
ミス・ユニバース1972（Miss Universe 1972、第21回ミス・ユニバース世界大会）は1972年7月29日にプエルトリコのドラドのセロマービーチホテルで開催された。 ケリー・アン・ウェルズがオーストラリア初、オセアニア初のミス・ユニバース優勝者となった。レバノンのジョルジーナ・リザークはテロリストに攻撃されるおそれがあるとして入国を許されず、会場で後継者に栄冠を授けることが出来なかった。1972年のレバノン代表も大会に参加出来なかった。ウェルズはミス・ユニバース1970の優勝者、プエルトリコのマリソル・マラレとミス・ユニバース1971第2位のトニ・レイウォードから栄冠を授けられた。日本の前田晴美はトップ12に入賞した。日本代表の入賞は4年連続で、1957～1960年に並んだ。

## 最終結果

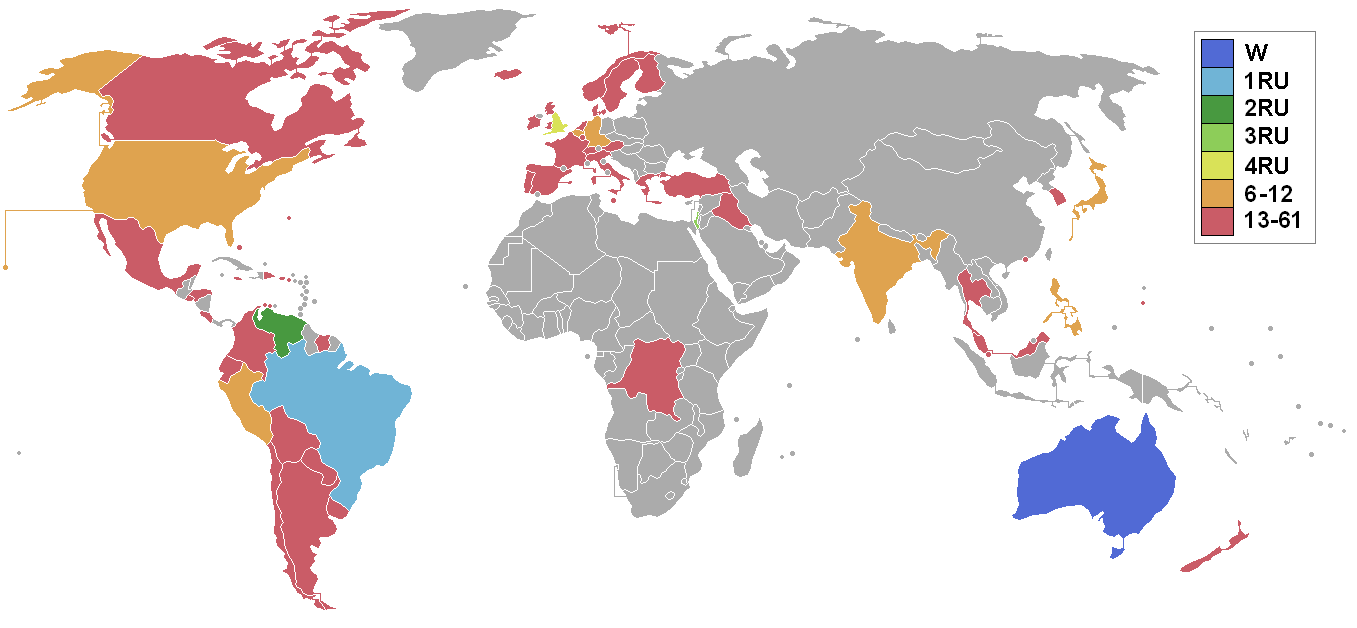
ミス・ユニバース1972の参加国と最終結果

### 入賞者
| 最終結果             | 参加者 |
| -------------------- | --- |
| ミス・ユニバース1972 | - オーストラリア - ケリー・アン・ウェルズ（Kerry Anne Wells） |
| 第2位                | - ブラジル - ヘジャーネ・コスタ（Rejane Costa） |
| 第3位                | - ベネズエラ - マリア・アントニエタ・カンポリ（María Antonieta Cámpoli） |
| 第4位                | - イスラエル - イラナ・ゴレン（Ilana Goren） |
| 第5位                | - イングランド - ジェニファー・マカダム（Jennifer McAdam） |
| トップ12             | - ベルギー - アンヌ＝マリー・ロジェ - ドイツ - ハイデマリー・ウェーバー - インド - ルーパ・サティアン - 日本 - 前田晴美 - ペルー - カルメン・アメリア・アンプエロ - フィリピン - アーミ・バーバラ・クレスポ - アメリカ - タニヤ・ウィルソン |

### 特別賞
- ザイール - ミス・アミティー（オンバイ・ムクタ）
- ベルギー - ミス・フォトジェニック（アンヌ＝マリー・ロジェ）
- ペルー - ベスト・ナショナル・コスチューム（カルメン・アンプエロ）